# Nescafé
Nescafé é uma marca de café solúvel pertencente à Nestlé. Seu nome é resultante da fusão das palavras "Nestlé" e "café". Foi introduzida inicialmente na Suíça em 1 de abril de 1938 após ter sido desenvolvida por sete anos por Max Morgenthaler e Vernon Chapman.
É apresentada em uma grande linha de produtos em um total de 120 países, sendo a maior marca de café do mundo, com uma parcela de 23% do mercado global em 2006, no qual são consumidas mais de 4.100 chávenas (xícaras) de Nescafé por segundo. Segundo a consultoria britânica Interbrand, a marca NESCAFÉ está avaliada em US$ 12,8 bilhões, constituindo, deste modo, a mais valiosa da Nestlé, e ocupando a 25.ª posição no ranking das marcas mais valiosas do mundo.

## Linhas de produtos Nescafé em alguns países

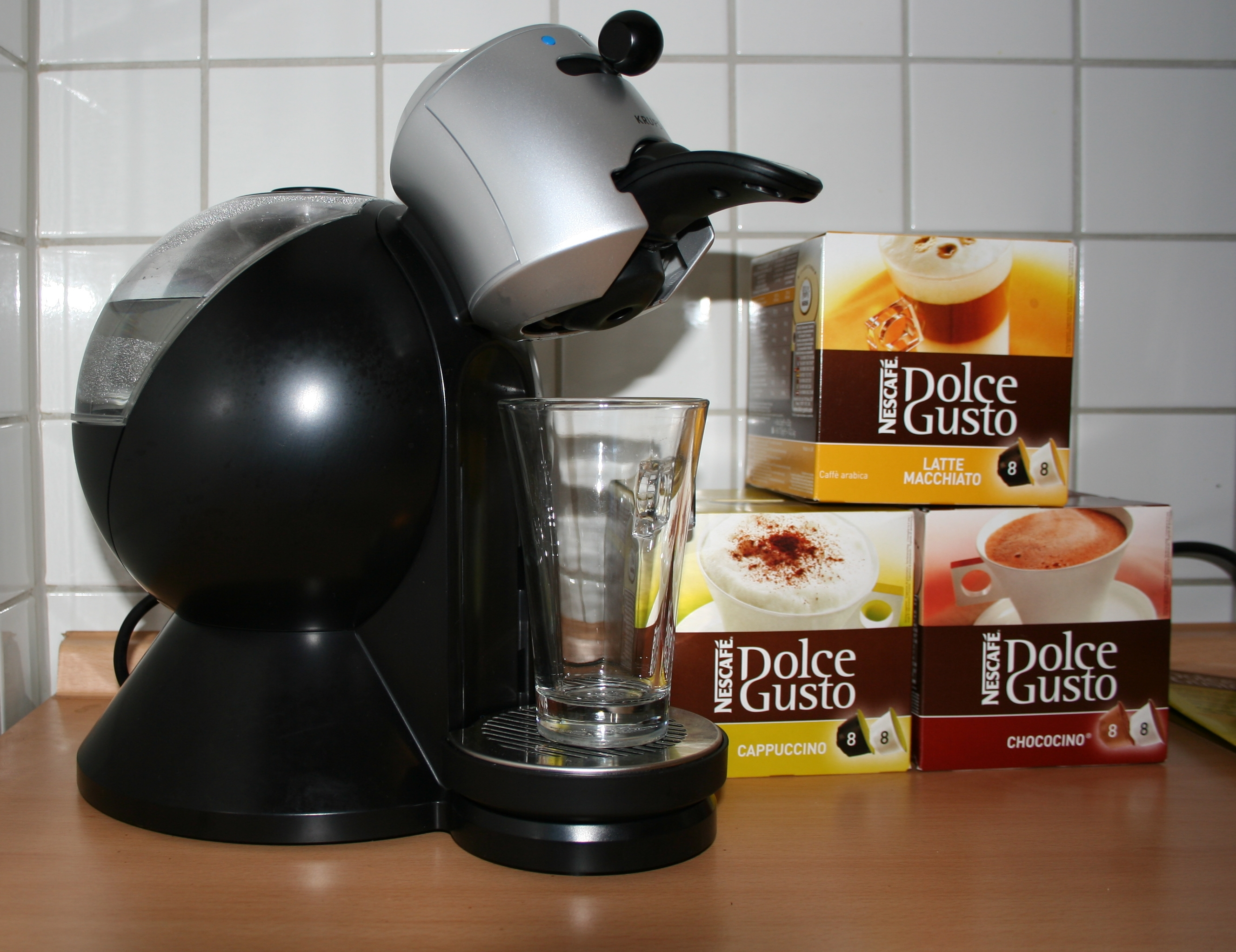
Cafeteira específica para Nescafé e embalagens de "Nescafé Dolce Gusto", disponível para o mercado italiano e parte do Brasil.

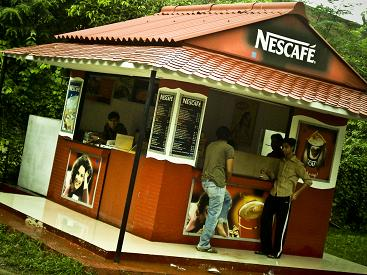
Ponto de venda no Hindu College, Universidade de Délhi, Índia.

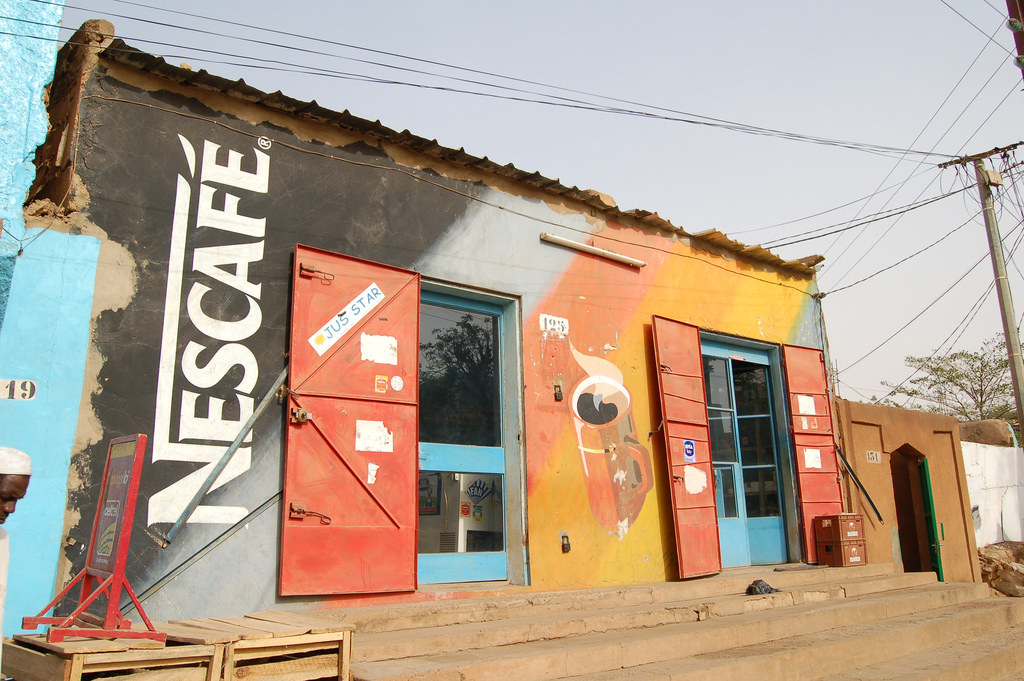
Bar Nescafé em Niamey, Níger.

A marca Nescafé, assim como outras marcas de cafés pertencentes à Nestlé, é lider de mercado ou referência em diversos países no mundo, tais como: Brasil, Peru, Espanha, México, Reino Unido, Alemanha, Suíça, Portugal, entre outros.
A linha de produtos Nescafé varia de acordo com o mercado de cada país, apresentando, deste modo, algumas variações.
- Argentina: Nescafé Café con Leche, Nescafé Cappuccino, Nescafé Cappuccino Light, Nescafé Cappuccino Mokaccino, Nescafé Clásico, Nescafé Decaf, Nescafé Dolca, Nescafé Dolca Suave, Nescafé Espresso e Nescafé Gold.

- Brasil: Nescafé Ice, Nescafé Tradição, Nescafé Original, Nescafé Matinal, Nescafé Descafeinado, Nescafé Café com Leite e Nescafé Dolca.

- Chile: Nescafé Tradición, Nescafé Fina Selección, Nescafé Dolca, Nescafé Decaf (Sem cafeína), Nescafé Espresso, Nescafé Cap Colombie, Nescafé Café Cappuccino, Nescafé Café Vienés, Nescafé Café Vainilla, Nescafé Double Choca Mocha e Nescafé Irish Cream.

- Itália: Nescafé Classic, Nescafé Relax Decaffeinato, Nescafé Gran Aroma, Nescafé Red Cup, Nescafé Caffè per Latte, Nescafé Cappuccino, Nescafé Espresso, Nescafé Ginseng e Nescafé Dolce Gusto.

- Lituânia: Nescafé Classic, Nescafé Gold, Nescafé Espiro, Nescafé Cap Colombie e Nescafé Espresso.

- México: Nescafé Clásico, Nescafé Decaf (Descafeinado), Nescafé Dolca, Nescafé Mokaccino, Nescafé Tasters Choice, Nescafé Capuccino, Nescafé Protect, Nesfrappé, Nescafé Café con Leche, Maquinas Nescafé, Nescafé Ristreto e Nescafé Diplomat.

- Peru: Nescafé Tradición, Nescafé Cool, Nescafé Decaf, Nescafé Golden Selection Tueste Intenso, Nescafé Golden Selection Tueste Moderado e Nescafé Kirma.

- Portugal: Nescafé Clássico, Nescafé Descafeinado, Nescafé Espresso, Nescafé Gold, Nescafé Cappuccino, Nescafé Cappuccino Intenso, Nescafé Cappuccino Descafeinado, Nescafé Cappuccino - Café de Viena e Nescafé Cappuccino Iced.[8]

- Venezuela: Nescafé Tradición (mokaccino, capuccino, latte, latte vainilla), Nescafé Granor (não mais usada) e Nescafé Con Leche.